# Distrito de Palauli
Palauli es un distrito del Reino de Samoa, con una población (según las cifras del censo del año 2001) de 8.984 habitantes. Consiste en dos secciones separadas en el sector meridional de Savai'i. La ciudad capital es Vailoa i Palauli Samoa.
El título supremo de este distrito es Lilomaiava, que se confiere en la capital de Vailoa, Palauli. Como parte del proceso de la elección, Vailoa debe consultar con Safotu (Gaga'emauga). Safotu es la base norteña del título de Lilomaiava en Savai'i.
Lilomaiava llevó el título de Malietoa en Upolu, debido a que Lilomaiava después de derrotar a la Monarquía de Tonga en un desafío. Malietoa significa "fuerza y valor" en tongano.
- Datos: Q1147216